# 푸른얼굴얼가니새

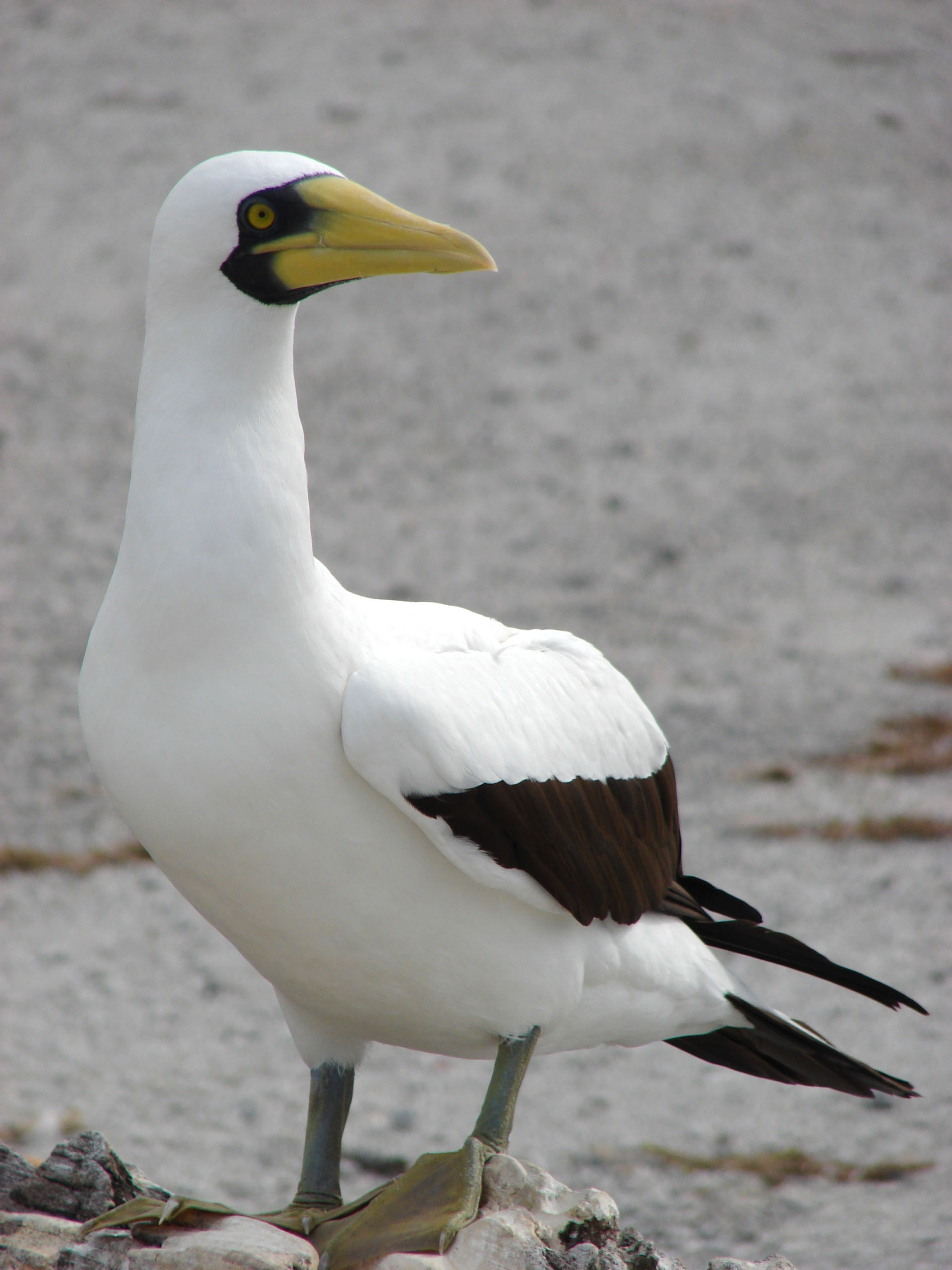
미드웨이 환초의 다 큰 새

푸른얼굴얼가니새(Masked booby, Sula dactylatra)는 얼가니새과 가넷과인 얼가니새에 속하는 큰 바닷새이다. 푸른얼굴얼가니새는 1831년 프랑스 박물학자 르네 프리메베레 레슨(René-Primevère Lesson)에 의해 처음 기술된 술라(Sula) 속에 속하는 6종의 얼가니새 중 하나이다. 길고 뾰족한 노란색 부리, 긴 목, 공기 역학적 몸체, 길고 가느다란 날개, 뾰족한 꼬리를 갖춘 전형적인 단단한 몸 모양을 가지고 있다. 성체는 검은색 날개, 검은색 꼬리, 어두운 얼굴 마스크를 지닌 밝은 흰색이다. 길이가 75~85cm(30~33인치)로 가장 큰 얼가니새 종이다. 암컷, 수컷 모두 비슷한 깃털을 가지고 있다. 이 종은 동부 대서양과 동부 태평양을 제외하고 열대 바다에 걸쳐 서식한다. 후자에서는 이전에 푸른얼굴얼가니새의 아종으로 간주되었던 나스카 부비(Sula granti)로 대체되었다.